# Coupe des Pays-Bas de football 2013-2014
Navigation
Édition précédente Édition suivante
La Coupe des Pays-Bas de football 2013-2014, nommée la KNVB beker, est la 96e édition de la Coupe des Pays-Bas. La compétition commence le 28 août 2013 et se termine le 20 avril 2014, date de la finale qui se dispute au Feijenoord Stadion. 82 clubs participent au tournoi.
Le club vainqueur de la coupe est qualifié pour les barrages de la Ligue Europa 2014-2015.
Lors de la finale, le PEC Zwolle s'impose face à l'Ajax Amsterdam sur le score de 5-1 et remporte ainsi la coupe pour la première fois de son histoire.

## Déroulement de la compétition
Tous les tours se jouent en élimination directe. À chaque tour, un tirage au sort est effectué pour déterminer les adversaires.
Les 18 clubs d'Eredivisie et les 20 clubs d'Eerste Divisie sont qualifiés d'office pour la compétition et sont dispensés du premier tour.
Les clubs qui jouent en Europe ne peuvent pas s'affronter avant les huitièmes de finale.

## Calendrier
| Tour                | Date                        | Équipes participantes |
| ------------------- | --------------------------- | --------------------- |
| 1er tour            | 28 août 2013                | 36                    |
| 2e tour             | 24, 25 et 26 septembre 2013 | 64                    |
| 3e tour             | 29, 30 et 31 octobre 2013   | 32                    |
| Huitièmes de finale | 17, 18 et 19 décembre 2013  | 16                    |
| Quarts de finale    | 21, 22 et 23 janvier 2014   | 8                     |
| Demi-finale         | 25 et 26 mars 2014          | 4                     |
| Finale              | 20 avril 2014               | 2                     |

## Résultats

### Huitièmes de finale
Les matchs des huitièmes de finale se déroulent les 17, 18 et 19 décembre 2013.
| Date        | Club                        | Résultat      | Club                |
| ----------- | --------------------------- | ------------- | ------------------- |
| 17 décembre | Excelsior Rotterdam         | 1 - 4         | PEC Zwolle          |
| 18 décembre | Cambuur Leeuwarden          | 0 - 2         | FC Utrecht          |
| 18 décembre | AZ Alkmaar                  | 2 - 2 7-6 tab | Heerenveen          |
| 18 décembre | SV Roda JC Kerkrade         | 3 - 1         | Vitesse Arnhem      |
| 18 décembre | JVC Cuijk                   | 2 - 1         | MVV Maastricht      |
| 18 décembre | Heracles Almelo             | 1 - 1 5-6 tab | Feyenoord Rotterdam |
| 19 décembre | FC Groningue                | 0 - 1         | NEC Nimègue         |
| 19 décembre | IJsselmeervogels Spakenburg | 0 - 3         | Ajax Amsterdam      |

### Quarts de finale
Les matchs des quarts de finale se déroulent les 21 et 22 janvier 2014.
| Date       | Club                | Résultat | Club                |
| ---------- | ------------------- | -------- | ------------------- |
| 21 janvier | SV Roda JC Kerkrade | 0 - 2    | AZ Alkmaar          |
| 22 janvier | Ajax Amsterdam      | 3 - 1    | Feyenoord Rotterdam |
| 22 janvier | NEC Nimègue         | 1 - 0    | FC Utrecht          |
| 22 janvier | PEC Zwolle          | 5 - 1    | JVC Cuijk           |

### Demi-finales
Les matchs des demi-finale se déroulent le 26 mars 2014.
| Date    | Club       | Résultat | Club           |
| ------- | ---------- | -------- | -------------- |
| 26 mars | PEC Zwolle | 2 - 1    | NEC Nimègue    |
| 27 mars | AZ Alkmaar | 0 - 1    | Ajax Amsterdam |

### Finale
La finale se joue le 20 avril 2014 au Feijenoord Stadion de Rotterdam.
| 20 avril 2014 | Ajax Amsterdam       | 1 - 5   | PEC Zwolle                                                        | Feijenoord Stadion, Rotterdam |                         |
| 18 h 00       | Ricardo van Rhijn 3e | (1 - 4) | 7e 11e Ryan Thomas · 20e 33e Guyon Fernandez · 50e Bram van Polen | Arbitrage : Bas Nijhuis       | Arbitrage : Bas Nijhuis |